# Sukkwan Island
Sukkwan Island fa parte dell'arcipelago Alessandro, nell'Alaska sud-orientale (Stati Uniti d'America). Amministrativamente appartiene alla Census Area di Prince of Wales-Hyder dell'Unorganized Borough. L'isola si trova all'interno della Tongass National Forest.

## Geografia
Sukkwan si trova a sud-ovest dell'isola Principe di Galles, tra quest'ultima e Dall Island. La superficie totale dell'isola è di 166,9 km², la sua altezza massima è di 658 m 55°05′48″N 132°45′54″W.

### Insenature e altre masse d'acqua
Intorno all'isola sono presenti le seguenti masse d'acqua (da nord in senso orario):
- Stretto di Sukkwan (Sukkwan Strait)[4] 55°09′37″N 132°45′26″W - Lo stretto divide Sukkwan dall'isola Principe di Galles sul lato nord-orientale.
- Insenatura di Hetta (Hetta Inlet)[5] 55°07′26″N 132°38′36″W - L'insenatura è in proseguimento sud dello stretto di Sukkwan.
- Baia di Cordova (Cordova Bay)[6] 54°51′03″N 132°33′59″W - La baia a nord collega l'insenatura di Hetta, mentre a sud s'innesta allo stretto di Tlevak.
- Canale di Jackson (Jackson Passage)[7] 54°59′15″N 132°44′36″W - Il canale collega la baia di Cordova con lo stretto di Tlevak separando l'isola di Jackson (Jackson Island) posta all'estremo sud di Sukkwan.
- Stretto di Tlevak (Tlevak Strait)[8] 55°06′14″N 132°59′35″W - Lo stretto separa Sukkwan dalle isole Long Island a sud e Dall Island più a nord. Lo stretto contiene anche tre baie situate lungo la costa dell'isola di Sukkwan:
  - Insenatura di Kasook (Kasook Inlet)[9] 55°00′49″N 132°47′31″W
  - Insenatura di Dunbar (Dunbar Inlet)[10] 55°04′41″N 132°49′59″W - L'insenatura è lunga 4,3 chilometri.
  - Baia di Island (Island Bay)[11] 55°05′37″N 132°51′41″W
- Canale di South (South Pass)[12] 55°11′13″N 132°51′33″W - Il canale separa Sukkwan dall'isola di Goat (Goat Island) e collega lo stretto di Tlevak con lo stretto di Sukkwan attraverso gli stretti di Sukkwan (Sukkwan Narrows) che separano l'isola di Sukkwan dall'isola di Spook (Spook Island).

### Promontori
Sull'isola sono presenti due promontori indicati topograficamente:
- Promontorio di Round (Round Point)[13] 55°07′29″N 132°41′18″W - Il promontorio in realtà si trova sull'isola di Blanket (Blanket Island) che è collegata all'isola di Sukkwan durante la bassa marea[14] ed ha una elevazione di 2 metri.
- Promontorio di Kellogg (Kellogg Point)[15] 55°06′10″N 132°52′27″W - Il promontorio si trova di fronte alle isole McFarland (McFarland Islands) ed ha una elevazione di 39 metri.

### Laghi
Due sono i laghi importanti sull'isola (le misure possono essere indicative - la seconda dimensione in genere è presa ortogonalmente alla prima nel suo punto mediano):
| Nome del lago                  | Quota (m s.l.m.) | Dimensioni in chilometri (lunghezza x larghezza) | Coordinate             |
| ------------------------------ | ---------------- | ------------------------------------------------ | ---------------------- |
| Lago di Kasook (Kasook Lake)   | 6                | 1,29 x 0,37                                      | 55°03′12″N 132°49′38″W |
| Lago di Sukkwan (Sukkwan Lake) | 76               | 2,1 x 0,27                                       | 55°02′25″N 132°45′35″W |

## Località
La città più vicina è Hydaburg che si trova al di là del Sukkwan Strait (nell'isola Principe di Galles), di fronte all'estremità settentrionale dell'isola. Nel censimento del 2000 nell'isola è stata segnalata una popolazione di nove persone.

## Cultura
Si intitola L'isola di Sukkwan (Sukkwan Island) un racconto di David Vann ambientato appunto sull'isola.

## Storia
Il nome dell'isola è stato registrato nel 1897 dal Tenente Comandante J.F. Moser della marina militare degli Stati Uniti d'America (U.S. Navy) e pubblicato nel 1899 dalla guardia costiera degli Stati Uniti d'America (USCG).